# Браун-Трафтон, Стефани
Стефани Каренмоника Браун-Тафтон (англ. Stephanie Karenmonica Brown-Trafton; род. 1 декабря 1979 или 1 августа 1979, Сан-Луис-Обиспо, Калифорния) — американская легкоатлетка (метание диска, толкание ядра), чемпионка летних Олимпийских игр 2008 года в Пекине, участница трёх Олимпиад.

## Биография
На занятия спортом её вдохновило выступление Мэри Лу Реттон на летних Олимпийских играх 1984 года в Лос-Анджелесе. Она пыталась заниматься различными видами спорта, пока, наконец, не пришла к занятиям лёгкой атлетикой и баскетболом. Во время учёбы в школе она стала чемпионкой Калифорнии в толкании ядра. По состоянию на 2008 год, результат 55,25 м в метании диска, который она показала в 1998 году, входил в десятку лучших в истории школьных соревнований в США.
Она также добилась заметных успехов в баскетболе, но её баскетбольная карьера завершилась из-за разрыва передней крестообразной связки. После травмы она сконцентрировалась на лёгкой атлетике. Её лучшими результатами в чемпионатах Национальной ассоциации студенческого спорта (NCAA) были второе место в метании диска и 4-е место в толкании ядра в 2003 году.
На летних Олимпийских играх 2004 года в Афинах на предварительной стадии Браун показала результат 58,54 м, что оказалось недостаточно, чтобы пробиться в финал. На следующей летней Олимпиаде 2008 года в Пекине она стала олимпийской чемпионкой (64,74 м), опередив украинку Алёну Антонову (62,59 м) и китаянку Сонг Аймин (62,20 м). На последней для себя летней Олимпиаде 2012 года в Лондоне она метнула диск на 63,01 м — результат, который позволил ей занять 7-е место.
В 2008 году Браун была удостоена приза Джесси Оуэнса.